# Marlen (Kehl)
Marlen (historisch auch: Marlenheim) ist Teil von Goldscheuer, einem Stadtteil von Kehl in Baden-Württemberg.

## Geschichte
Marlen ist eine von drei Siedlungen, die zusammen mit Goldscheuer und Kittersburg seit Jahrhunderten eine politisch gemeinsame, jedoch siedlungsgeografisch voneinander getrennte, Dreiergemeinde bilden.
Marlen war ein Kondominat, an dem die Herren von Lichtenberg ¼ als Allod besaßen. Um 1330 kam es zu einer ersten Landesteilung zwischen Johann II. von Lichtenberg, aus der älteren Linie des Hauses, und Ludwig III. von Lichtenberg. Dabei fiel Marlen in den Teil des Besitzes, der künftig von der älteren Linie verwaltet wurde. Dieser Anteil kam 1337 als Mitgift im Zuge einer Heirat von Geroldseck an die Herrschaft Lichtenberg. Er war dem Amt Willstätt zugeordnet.
Das Amt Willstätt ging 1480 mit dem Tod des Grafen Jakob von Lichtenberg, dem letzten männlichen Mitglied des Hauses Lichtenberg, zunächst ebenfalls als Kondominat an die beiden Erben, Graf Philipp I. den Älteren von Hanau-Babenhausen (* 1417; † 1480) und Simon IV. Wecker von Zweibrücken-Bitsch über. Während der Regierung von Graf Philipp III. von Hanau-Lichtenberg kam es zu einer Realteilung der gemeinsamen Kondominate: Das Amt Willstätt kam ganz zur Grafschaft Hanau-Lichtenberg. Im Gegenzug gelangte das Amt Brumath ganz an Zweibrücken-Bitsch. Am Ende des 18. Jahrhunderts war der Anteil an Marlen nicht mehr Bestandteil des Amtes.
2024 wurde der Ortsteil von einer Ameisenplage heimgesucht. Die aus Nordafrika stammende Große Drüsenameise bildet Superkolonien mit mehreren Millionen Arbeiterinnen und Hunderten Königinnen. Die Bekämpfung erweist sich als äußerst schwierig, da sie z. B. Insektizide umgeht, auf Duftstoffe nicht reagiert und eine auffällig gute Kältetoleranz aufweist.

### Demographie
Einwohnerzahlen nach dem jeweiligen Gebietsstand.
| Jahr | Einwohnerzahl |
| ---- | ------------- |
| 1834 | 1.746         |
| 1864 | 2.243         |
| 1913 | 2.211         |